# Stor sumpdammsnäcka
Stor sumpdammsnäcka (Stagnicola corvus) är en snäckart som först beskrevs av Gmelin 1791.  Stor sumpdammsnäcka ingår i släktet Stagnicola, och familjen dammsnäckor. IUCN kategoriserar arten globalt som livskraftig. Arten är reproducerande i Sverige.

## Bildgalleri

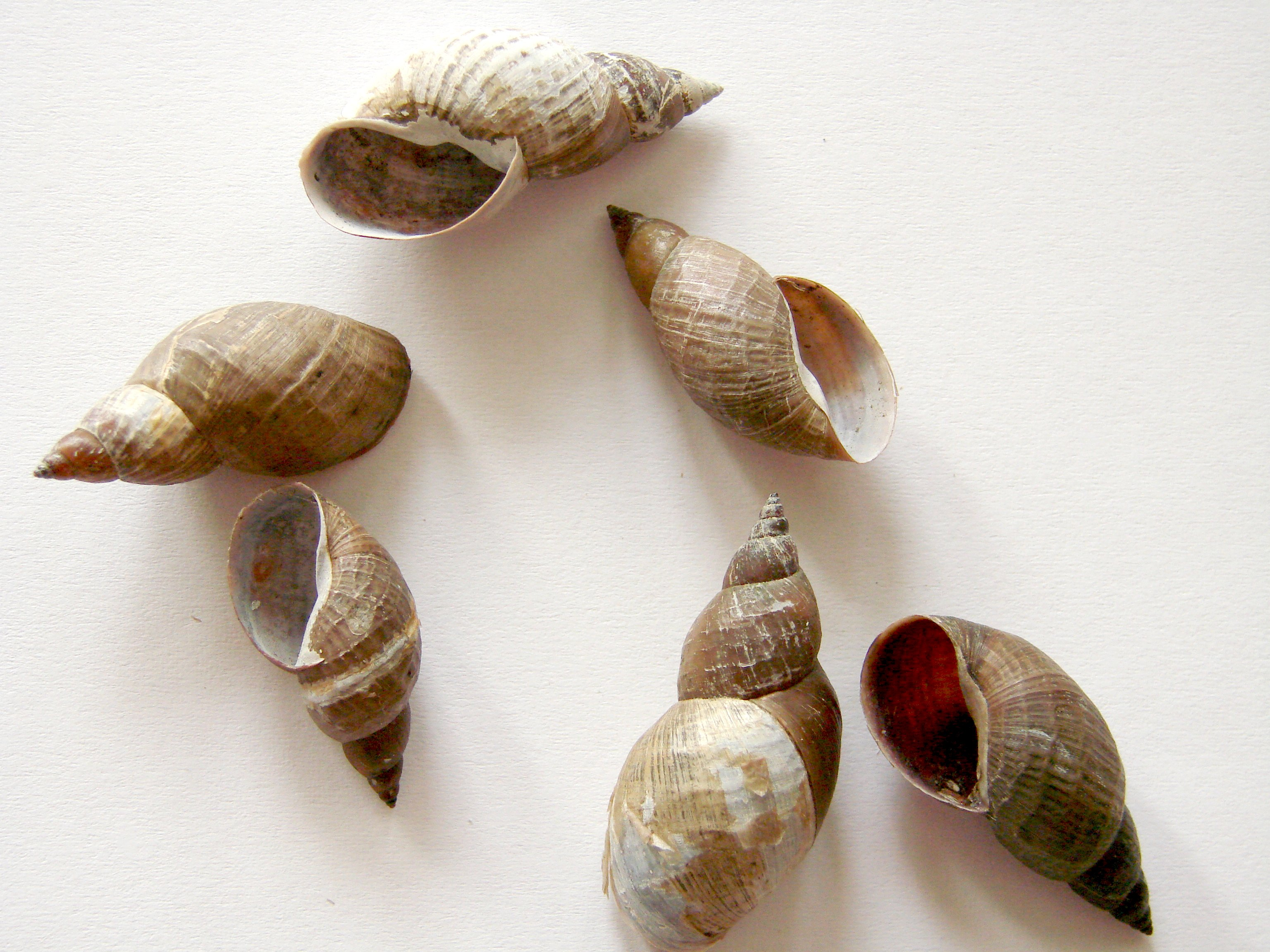
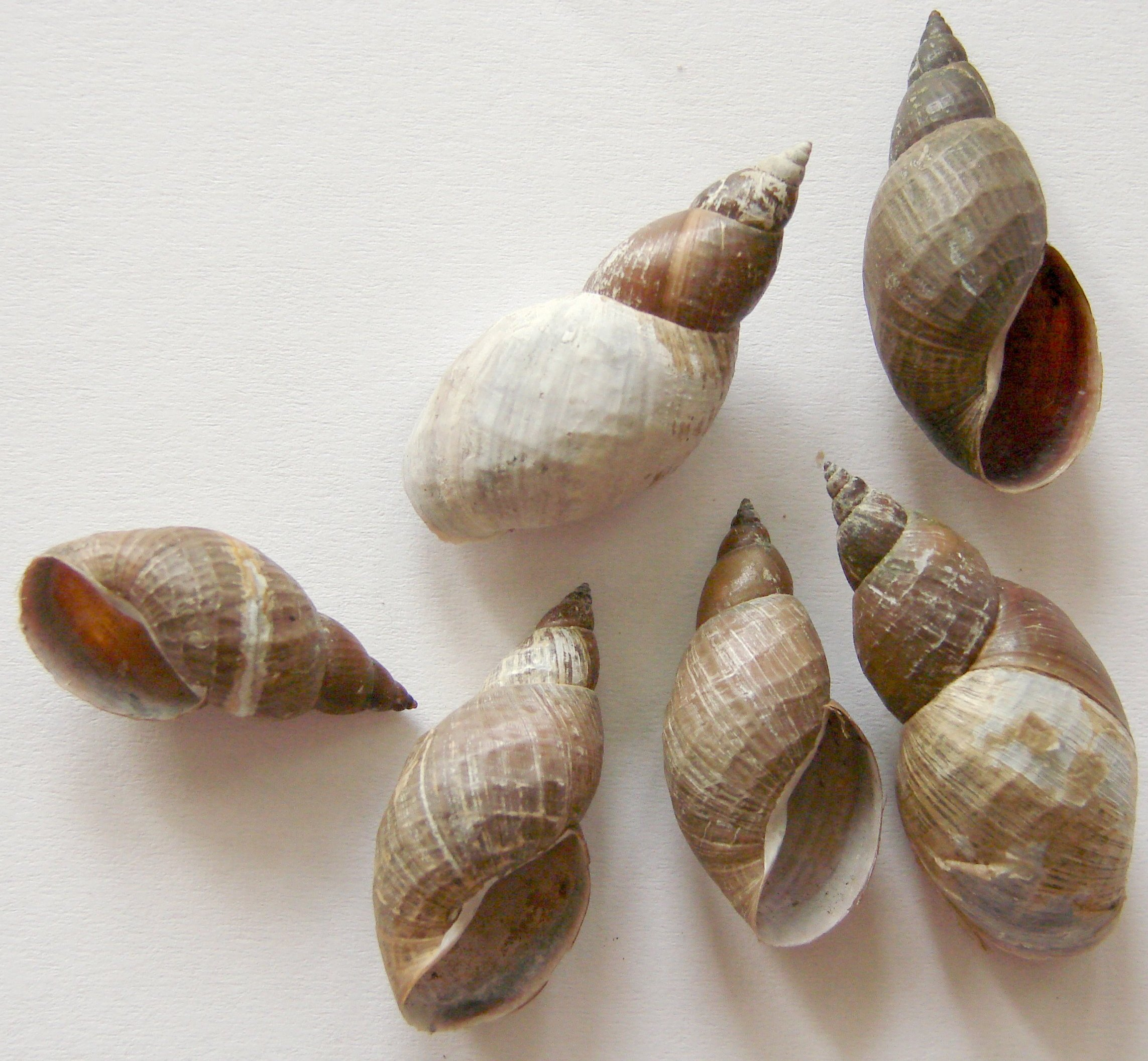